# Gare de Nishi-Kawaguchi
La gare de Nishi-Kawaguchi (西川口駅, Nishi-Kawaguchi-eki) est une  gare ferroviaire japonaise située à Kawaguchi dans la préfecture de Saitama. Elle est gérée par la East Japan Railway Company (JR East).

## Situation ferroviaire
La gare de Nishi-Kawaguchi est située au point kilométrique (PK) 12,5 de la ligne Keihin-Tōhoku.

## Histoire
La gare a été inaugurée le 1er septembre 1954.

## Services aux voyageurs

### Accès et accueil
La gare dispose d'un bâtiment voyageurs, avec guichet, ouvert tous les jours.

### Desserte
- Ligne Keihin-Tōhoku :
  - voie 1 : direction Tokyo, Yokohama et Ōfuna
  - voie 2 : direction Urawa et Ōmiya